# Висотка (фільм)
«Висотка» (англ. High-Rise) — британський науково-фантастичний фільм 2015 року, знятий Беном Вітлі за однойменним романом Джеймса Балларда. Світова прем'єра стрічки відбулась 13 вересня 2015 року на міжнародному кінофестивалі в Торонто, а в Україні — 7 квітня 2016 року.

## Сюжет
У вступній сцені доктор Роберт Ленг (Том Хіддлстон) знаходить білу німецьку вівчарку, засмажує її та з'їдає на балконі своїх апартаментів. Дія переміщується на три місяці раніше.
Лондон, 1975 рік. Після смерті своєї сестри молодий доктор Роберт Ленг переїжджає на 25-й поверх нового, елітного, висотного житлового комплексу, спроектованого архітектором Ентоні Ройялом (Джеремі Айронс). Висотка дає своїм мешканцям усі зручності, які може запропонувати сучасне життя: всередині є басейн, власна школа та супермаркет, з'єднані з житловими зонами швидкісними ліфтами. Таким чином будівля ізолює мешканців від зовнішнього світу — їм потрібно залишати висотку лише для того, щоб іти на роботу. Це підштовхує їх до створення свого, закритого суспільства. Добре помітна класова система: вищий клас, що займає верхні поверхи, фахівці та інтелігенція на середніх, і менш забезпечений середній клас на нижніх.
Після зустрічі з помічницею Ройяла Шарлоттою Мелвілл (Сієнна Міллер) Ленг іде на вечірку в апартаментах Шарлотти поверхом вище. Вранці йому пропонують зустрітися з Ройялом. Він запрошує його на вечірку, влаштовану його дружиною Анною (Кілі Хоус). На вечірці Ленг виявляє, що присутні одягнені в вікторіанському стилі. Анна жартує про невідповідність Ленга дрес-коду, і помічник Ройяла викидає його в ліфт. Раптово вимикають електрику і ліфт застряє. Технічні збої починають відбуватися по всій висотці, сміттєпроводи забиваються. Після гри в сквош з Ленгом архітектор пояснює, що системи лише тестуються.
Пізніше Ленг отримує результати томографії свого учня Монро (Август Прю), який знепритомнів під час розтину голови шизофреніка. Монро так само проживає у висотці, на вечірці Анни він сміявся з Ленга. Ленг бреше Монро, що він «виявив дещо в його мозку».
Ленг відвідує дитячу вечірку на честь дня народження на другому поверсі з Річардом Уайлдером (Люк Еванс) і його вагітною дружиною Хелен (Елізабет Мосс), з якими він познайомився на вечірці Шарлотти. Після того, як Хелен каже, що дітей вигнали з басейну за галасливу поведінку, Уайлдер веде всіх дітей в басейн, перериваючи вечірку актриси з верхніх поверхів Анни Шерідан (Сієнна Гіллорі). В цей час вчергове відключається світло, і Уайлдер топить собаку актриси. Нетверезий Монро зістрибує з балкона і розбивається на смерть. На ранок розгніваний Уайлдер заходить до Ленга, кажучи, що після смерті Монро досі «не було чутно жодної сирени».
Життя у висотці починає швидко деградувати через триваючі збої електрики, побутові сварки і наростаючий міжкласовий конфлікт. Сторони захоплюють коридори. Після остаточного виходу з ладу інфраструктури сміття накопичується навколо висотки, а супермаркет майже порожній. Ленг поступово відволікається від роботи в Лондоні, стаючи більш жорстоким після повернення в висотку.
Згодом більшість мешканців припиняють працювати, проводячи весь час у висотці. Зрештою вони діляться на жорстокі «племена». Один з мешканців, Пенборн (Джеймс Пьюрфой), пропонує побити Уайлдера і розграбувати супермаркет, щоб забезпечити кращу вечірку. Знімаючи бій на камеру, Вайлдер жорстоко побитий і викинутий назовні.
До Ленга заходить Хелен, у них утворюються романтичні стосунки. Коли вона йде, Пенборн забирає її нагору, щоб вона замінила домробітницю. Ленг отримує від Пенборна лист, де він просить його зробити Уайлдеру лоботомію. Косгроу — єдиний, хто ходив на роботу, по дорозі додому викрадений і вбитий жителями нижніх поверхів.
Уайлдер прокидається посеред парковки і вирішує дізнатися, хто є архітектором, щоб знайти його і вбити. За збігом обставин він зустрічає Ройяла в вестибюлі, коли він пояснює поліцейським, що в будівлі все в порядку. Уайлдер піднімається вище, по дорозі йому розповідають, що Шарлотта — помічниця Ройяла, і видають пістолет. Уайлдер заходить у квартиру Шарлотти і знущається з неї, щоб дізнатися дорогу в пентхаус архітектора. Після відмови зробити Уайлдеру лоботомію Ленг захоплений Пенборном і майже скинутий з даху, коли Ройял наказує дати йому спокій, або йому не буде з ким грати в сквош.
Ленг і Ройял обідають (людським або кінським м'ясом), і говорять про невдачу проекту і зрештою його успіх. Жінки на верхніх поверхах, включаючи Хелен, починають працювати над створенням більш вдалої моделі управління висоткою. Хелен народжує переношену дитину.
Уайлдер дістається до пентхауса і вбиває Ройяла після бійки. Жінки разом заколюють Уайлдера.
Далі йде сцена з собакою, з якої починався фільм. Жінки нагорі створили новий тип суспільства, Ленг піклується про поранених, потім лягає з Шарлоттою на руках, кажучи, що готовий зустріти людей зі споруджуваних висоток по сусідству. Фільм закінчується сценою, в якій син Шарлотти слухає по радіо промову Маргарет Тетчер.

## У ролях
- Том Гіддлстон — Роберт Ленг
- Джеремі Айронс — Ентоні Роял
- Сієна Міллер — Шарлотт Мелвіль
- Люк Еванс — Річард Вайлдер
- Елізабет Мосс — Гелен Вайлдер
- Джеймс Пюрфой — Панборн
- Кілі Хоус — Енн Роял
- Пітер Фердінандо — Косґров
- Сієнна Гіллорі — Джейн
- Август Прю — Монро
- Стейсі Мартін — Фей
- Білл Патерсон — Мерсер
- Емілія Джонс — Вікі

## Виробництво
Зйомки фільму почались у липні 2014 року в Белфасті.

## Визнання
| Нагороди та номінації фільму «Висотка» | Нагороди та номінації фільму «Висотка» | Нагороди та номінації фільму «Висотка» | Нагороди та номінації фільму «Висотка» | Нагороди та номінації фільму «Висотка» | Нагороди та номінації фільму «Висотка» |
| Рік                                    | Кінопремія / Кінофестиваль             | Категорія / Нагорода                   | Номінант                               | Результат                              |                                        |
| -------------------------------------- | -------------------------------------- | -------------------------------------- | -------------------------------------- | -------------------------------------- | -------------------------------------- |
| 2016                                   | Премія британського незалежного кіно   | Найкращий актор                        | Том Гіддлстон                          | Номінація                              |                                        |
| 2016                                   | Премія британського незалежного кіно   | Найкраща акторка                       | Сієна Міллер                           | Номінація                              |                                        |
| 2016                                   | Премія британського незалежного кіно   | Найкращий актор другого плану          | Люк Еванс                              | Номінація                              |                                        |
| 2016                                   | Премія британського незалежного кіно   | Найкращий сценарій                     | Емі Джамп                              | Номінація                              |                                        |